# النصب التذكاري لرواد حقوق المرأة
نصب رواد حقوق المرأة هو تمثال لميريديث بيرجمان. نُصِبَ في متنزه سنترال بارك في مانهاتن ضمن مدينة نيويورك في 26 آب 2020 (يصادف هذ اليوم يوم المساواة للمرأة). الموقع الدقيق للتمثال هو الركن الشمالي الغربي من ضمن الممشى الأدبي وهو أوسع مسار للمشاة في متنزه سنترال بارك حيث يمتد من شارع 66 إلى شارع 72. يُخلد التمثال ذكرى سوجورنر تروث (1797-1883) وسوزان براونيل أنتوني (1820-1906) وإليزابيث كادي ستانتون (1815-1902) والذين كانوا رواداً في حركة الاقتراع من أجل حق المرأة في التصويت والحركة الأكبر هي لحقوق المرأة.
النصب التذكاري لرواد حقوق المرأة هو أول تمثال في منتزه سنترال بارك الذي يصور نساء تاريخيات. (يوجد أيضاً تمثال للشخصية الخيالية أليس في بلاد العجائب إذ يمثل الشخصية الأنثوية الأخرى الوحيدة التي جرى نصبها في الحديقة)، تضمنت الخطط الأصلية للنصب التذكاري ستانتون وأنتوني فقط ولكن بعد أن أثار النقاد اعتراضات على عدم إدراج النساء ذوات البشرة الملونة أُضيفتْ تروث إلى النصب.

## تأريخ النصب التذكاري
في عام 2013، تضامنت حملة صندوق التمثال/ النساء مع المدينة «لكسر السقف البرونزي» في منتزه سنترال بارك لإنشاء أول تمثال لنساء حقيقيات في تأريخ المتنزه البالغ 165 عامًا. 
جمعت منظمة مونيمنتل وومن مبلغ 1.5 مليون دولار من التمويل الخاص على الأغلب لدفع ثمن التمثال بما في ذلك المساهمات من المؤسسات والشركات وأكثر من 1000 تبرع فردي. تعتمد حملة التمثال على التبرعات الخاصة حيث تبرعت عدة من فتيات الكشافة في نيويورك الكبرى بالمال من مبيعات البسكويت الخاصة بهم إلى الصندوق وتلقى الصندوق منحة قدرها 500 ألف دولار من شركة التأمين نيويورك لايف.
حُظيَ هذا الجهد بدعم العديد من المسؤولين المنتخبين بما في ذلك عمدة حي مانهاتن جيل بروير وكل عضو في التجمع النسائي لمجلس مدينة نيويورك وعضوات الكونغرس أيضاً وأعضاء مجلس الشيوخ الأمريكي فضلاً عن المؤرخين والمؤسسات وغيرهم.
أُنشئ النصب التذكاري لرواد حقوق المرأة من قبل النحاتة ميريديث بيرجمان والتي جرى اختيارها في تمّوز 2018 من بين 91 فنانًا تقدموا بطلب للحصول على إذن لإنشاء التمثال.
وافقت لجنة التصميم العام في مدينة نيويورك على تصميم تمثال بيرجمان في 21 تشرين الأول 2019. حيث كُشِف عن التمثال في منتزه سنترال بارك في 26 آب 2020 والذي احتُفل به أيضًا باعتباره يوم المساواة للمرأة وأيضاً أقيم احتفال بالذكرى المئوية لاعتماد التعديل التاسع عشر الذي منح المرأة حق التصويت على الصعيد الوطني.

## تصميم التمثال والعملية التي تمت من خلالها تصميمه
في عام 1995، كانت الفنانة ميريديث بيرجمان تعمل على فيلم جرى تصويره في منتزه سنترال بارك ولاحظت ميريديث 'عدم وجود أي منحوتات لنساء فعليات ملحوظة وإنجازات لهم'. وبعد 23 عامًا كانت ميريديث هي نفسها النحاتة التي حصلت على إذن لجنة التصميم لتصميم النصب التذكاري والذي اختير لتكريم النساء في حركة الاقتراع في منتزه سنترال بارك.
تضمنت دعوة النحاتين طلباً للحصول على مؤهلات وطلب عروض للنصب التذكاري حيث دعت منظمة مونيمنتل وومن النحاتين لتقديم رسومات توضيحية للأعمال السابقة والسيرة الذاتية ونهجهم في تصميم النصب التذكاري في الرسم أو شكل النص أو كليهما. تقدم 91 فناناً من جميع أنحاء البلاد وجرت مراجعة الطلبات المقدمة في عملية اختيار أعمى من قبل هيئة محلفين متنوعة تتألف من متخصصين في الفن والتصميم ومؤرخين وممثلين من إدارة حدائق مدينة نيويورك ومنظمة مونيمنتل وومن. دُعي أربعة متسابقين مؤهلين لتقديم نماذج للنصب التذكاري ولكن في النهاية استلمت بيرجمان الإذن لتصميم النصب التذكاري.